# West of England Challenger 2000
Il West of England Challenger 2000 è stato un torneo di tennis facente parte della categoria ATP Challenger Series nell'ambito dell'ATP Challenger Series 2000. Il torneo si è giocato a Bristol in Regno Unito dal 10 al 16 luglio 2000 su campi in erba.

## Vincitori

### Singolare
Andy Ram ha battuto in finale  Julian Knowle con il punteggio di 6–3, 6–3

### Doppio
Jordan Kerr /  Damien Roberts hanno battuto in finale  Noam Behr /  Eyal Erlich con il punteggio di 6–3, 1–6, 6–3